# Santos Dumont (ort)
Santos Dumont är en ort i Brasilien.   Den ligger i kommunen Santos Dumont och delstaten Minas Gerais, i den sydöstra delen av landet, 800 km sydost om huvudstaden Brasília. Santos Dumont ligger 844 meter över havet och antalet invånare är 41 582.
Terrängen runt Santos Dumont är huvudsakligen platt, men åt sydväst är den kuperad. Det finns inga andra samhällen i närheten.
Omgivningarna runt Santos Dumont är huvudsakligen savann. Runt Santos Dumont är det ganska glesbefolkat, med 48 invånare per kvadratkilometer.